# Mesopolobus adrianae
Mesopolobus adrianae är en stekelart som beskrevs av Gijswijt 1990. Mesopolobus adrianae ingår i släktet Mesopolobus och familjen puppglanssteklar.
Artens utbredningsområde är Schweiz. Inga underarter finns listade i Catalogue of Life.